# Desmond O’Malley
Desmond Joseph (Des) O’Malley, irl. Deasún Ó Máille (ur. 2 lutego 1939 w Limerick, zm. 21 lipca 2021) – irlandzki polityk i prawnik, długoletni parlamentarzysta krajowy, minister w różnych resortach, założyciel i w latach 1985–1993 lider Progresywnych Demokratów.

## Życiorys
Absolwent szkoły jezuickiej Crescent College, ukończył następnie studia prawnicze na University College Dublin. Podjął praktykę w zawodzie radcy prawnego.
Zaangażował się w działalność polityczną w ramach Fianna Fáil. Po śmierci swojego krewnego, ministra edukacji Donogh O’Malleya, w 1968 wystartował z powodzeniem w wyborach uzupełniających do Dáil Éireann w tym samym okręgu. Z powodzeniem ubiegał się o ponowny wybór w 1969, 1973, 1977, 1981, lutym 1982, listopadzie 1982, 1987, 1989, 1992 i 1997, sprawując mandat deputowanego nieprzerwanie do 2002 i każdorazowo reprezentując okręg Limerick East.
W 1969 został sekretarzem parlamentarnym w departamencie premiera (pełniąc funkcję government chief whip) w gabinecie Jacka Lyncha. Od maja 1970 do czerwca 1973 sprawował urząd ministra sprawiedliwości. W lipcu 1977 powrócił do rządu jako minister przemysłu i handlu, w grudniu 1979 przeszedł na stanowisko ministra przemysłu, handlu i energii, a w styczniu 1980 jego resort przekształcono w ministerstwo przemysłu, handlu i turystyki. Funkcję ministra pełnił wówczas do czerwca 1981. Od marca do października 1982 był natomiast ministrem handlu i turystyki. Zrezygnował na skutek konfliktu z premierem Charlesem Haugheyem, odmawiając udzielenia mu poparcia w kolejnych wewnątrzpartyjnych wyborach.
W 1985 został wykluczony z szeregów Fianna Fáil. Wraz z grupą innych polityków, m.in. Mary Harney i Michaelem McDowellem, założył w tym samym roku nowe ugrupowanie pod nazwą Progresywni Demokraci, którym przewodniczył do 1993. Po wyborach w 1989 podpisał porozumienie koalicyjne ze swoją poprzednią partią, wciąż kierowaną przez Charlesa Haugheya. W jego gabinecie od lipca 1989 do listopada 1992 był ministrem przemysłu i handlu. W 2002 nie ubiegał się o poselską reelekcję, wycofując się z działalności politycznej.